# Gerry Chiniquy
Pour les articles homonymes, voir Chiniquy (homonymie).
Gerry Chiniquy est un animateur, réalisateur et acteur américain né le 23 juin 1912 dans l'Illinois (États-Unis) et mort le 22 novembre 1989 dans le comté de Ventura, en Californie.

## Filmographie

### comme réalisateur
- 1963 : Philbert (Three's a Crowd)
- 1964 : Sacrée patrouille (Dumb Patrol)
- 1964 : Tahiti et Grosminet (Hawaiian Aye Aye)
- 1965 : The Great De Gaulle Stone Operation
- 1966 : Reaux, Reaux, Reaux Your Boat
- 1966 : Napoleon Blown-Aparte
- 1966 : Cirrhosis of the Louvre
- 1966 : Plastered in Paris
- 1966 : Ape Suzette
- 1966 : The Road Runner Show (série télévisée)
- 1967 : Sacré Bleu Cross
- 1967 : Le Pig-Al Patrol
- 1967 : Le Bowser Bagger
- 1967 : Jet Pink
- 1967 : Pink Paradise
- 1967 : Le Escape Goat
- 1967 : Crow De Guerre
- 1967 : Canadian Can-Can
- 1967 : Tour De Farce
- 1967 : The Shooting of Caribou Lou
- 1967 : Pink Outs
- 1968 : London Derrière
- 1968 : Les Miserobots
- 1968 : Transylvania Mania
- 1968 : Put-Put, Pink
- 1968 : Bear De Guerre
- 1968 : Cherche le phantom
- 1968 : Le Great Dane Robbery
- 1968 : Le Ball and Chain Gang
- 1968 : La Feet's Defeat
- 1968 : The Pink Pill
- 1968 : The Bugs Bunny/Road Runner Hour (série télévisée)
- 1968 : Pink in the Clink
- 1968 : Tickled Pink
- 1968 : Pink Is a Many Splintered Thing
- 1969 : French Freud
- 1969 : Pink Pest Control
- 1969 : Pierre and Cottage Cheese
- 1969 : Hasty But Tasty
- 1969 : Think Before You Pink
- 1969 : Flying Feet
- 1969 : Carte Blanched
- 1969 : I've Got Ants in My Plans
- 1969 : Technology, Phooey
- 1969 : La Panthère rose ("The Pink Panther Show") (série télévisée)
- 1969 : Here Comes the Grump (série télévisée)
- 1969 : Never Bug an Ant
- 1969 : Isle of Caprice
- 1970 : Odd Ant Out
- 1970 : Science Friction
- 1970 : Robin Goodhood
- 1970 : Gem Dandy
- 1970 : The Froze Nose Knows
- 1971 : Two Jumps and a Chump
- 1971 : The Egg and Ay-Yi-Yi!
- 1971 : Fastest Tongue in the West
- 1971 : Pink Blue Plate
- 1971 : Pink Pranks
- 1971 : The Pink Flea
- 1971 : Serape Happy
- 1972 : Pink 8 Ball
- 1972 : Frog Jog
- 1972 : Hiss and Hers
- 1972 : Nippon Tuck
- 1972 : Love and Hisses
- 1972 : Yokahama Mama
- 1973 : The Boa Friend
- 1973 : Blue Aces Wild
- 1973 : Killarney Blarney
- 1973 : The Shoe Must Go On
- 1973 : Pay Your Buffalo Bill
- 1973 : Stirrups and Hiccups
- 1973 : The Bear Who Slept Through Christmas (TV)
- 1974 : Phony Express
- 1974 : As the Tumbleweed Turns
- 1974 : Saddle Soap Opera
- 1974 : Pink Aye
- 1974 : Trail of the Lonesome Pink
- 1974 : Heist and Seek
- 1974 : The Big House Ain't a Home
- 1974 : Bows and Errors
- 1974 : Deviled Yeggs
- 1975 : Watch the Birdie
- 1975 : Rock-a-Bye Maybe
- 1975 : Haunting Dog
- 1975 : Eagle Beagles
- 1975 : From Nags to Riches
- 1975 : Pink Streaker
- 1975 : Salmon Pink
- 1975 : Forty Pink Winks
- 1975 : Goldilox & the Three Hoods
- 1975 : The Oddball Couple (série télévisée)
- 1975 : Pink Elephant
- 1975 : Keep Our Forests Pink
- 1975 : Bobolink Pink
- 1975 : The Scarlet Pinkernel
- 1976 : The Pink of Arabee
- 1976 : Medicur
- 1976 : The Sylvester & Tweety Show (série télévisée)
- 1977 : Therapeutic Pink
- 1977 : Bugs Bunny's Easter Special (TV)
- 1977 : What's New, Mr. Magoo? (en) (série télévisée)
- 1978 : To Catch a Halibut
- 1978 : The All New Pink Panther Show (série télévisée)
- 1978 : Pink Pictures
- 1978 : Pink Lemonade
- 1978 : Pink Daddy
- 1978 : Pink and Shovel
- 1978 : Pinkologist
- 1978 : The Pink of Bagdad
- 1978 : Pet Pink Pebbles
- 1979 : String Along in Pink
- 1979 : Spider-Woman (série télévisée)
- 1980 : The Yolks on You (TV)
- 1980 : Daffy Flies North (TV)
- 1980 : The Bugs Bunny Mystery Special (TV)
- 1981 : Spider-Man et ses amis exceptionnels (Spider-Man and His Amazing Friends) (série télévisée)
- 1981 : Le Monde fou, fou, fou de Bugs Bunny (The Looney, Looney, Looney Bugs Bunny Movie)
- 1982 : Meatballs & Spaghetti (en) (série télévisée)

### comme acteur
- 1940 : Vous devriez faire du cinéma (You Ought to Be in Pictures) : Movie Director